# 京山市
京山市是湖北省直辖、荆门市代管的县级市 ，地处湖北省中部，大洪山南麓，江汉平原北端，东临安陆市、应城市，西接钟祥市，南连天门市、沙洋县，北倚随州市。
京山市版图总面积3520平方公里（含屈家岭管理区在京山境内的部分173平方公里，太子山林场75平方公里），截至2017年末，下辖14个镇，户籍总人口71万人。2017年，京山实现地区生产总值373亿元，比2016年增长9.0%。2018年2月24日经国务院批准撤县设市。

## 行政区划
京山市下辖3个街道办事处、12个镇：
新市街道、永兴街道、温泉街道、曹武镇、罗店镇、宋河镇、坪坝镇、三阳镇、绿林镇、杨集镇、孙桥镇、石龙镇、永漋镇、雁门口镇、钱场镇、湖北京山经济开发区、太子山林场、罗汉寺办事处、长滩办事处、何集办事处、屈家岭办事处和易家岭办事处。

## 人口
荆门市第七次全国人口普查公报显示：京山市常住人口为492843人，男性人口占比50.92%，女性人口占比49.08%，年龄结构中0-14岁占比14.02%，15-59岁占比61.72%，60岁以上占比24.25%，65岁以上占比16.86%。

## 民族
汉族、回族、土家族、苗族、白族

## 交通
- 240国道过境。

## 旅游景点
- 虎爪山国家森林公园：位於京山市西南部。
- 鸳鸯溪
- 屈家岭遗址
- 天河度假村：位於大洪山風景名勝區南部，是湖北省的青少年教育基地。
- 鸳鸯溪漂流，美人谷。位于绿林镇，与绿林古寨位于同一地点。
- 绿林古寨：古時「綠林起義 」的屯集練兵之地。
- 空山洞
- 湯堰温泉：為一含氟硫酸钙型溫泉。
- 京山市盆景園

## 著名人物
- 高岱，明代官員、學者。
- 李維楨，明代文人。
- 郝敬，明代儒學家。
- 曾慶蘭，清代進士。
- 聶紺弩，現代雜文家、詩人。
- 張文秋，中共早期黨員，毛澤東兒女親家。
- 李念，女演員。